# Ukrainas liberala parti
Ukrainas liberala parti (ukrainska: Ліберальна партія України) var ett politiskt parti i Ukraina, bildat i september 1991 och registrerat hos valmyndigheterna månaden därpå.
Partiet, vars ledare var Volodimir Shjerban, hade sitt största väljarstöd i Donbas-området och var observatör i den liberala internationalen.
I valet den 30 mars 2002 ingick partiet i Viktor Jusjtjenko-alliansen Vårt Ukraina.
I presidentvalet 2004 beslutade man dock att stödja regeringens preidentkandidat Viktor Janukovytj vilket fick den vice partioordföranden Mikola Zhulinskij att hoppa av partiet i protest.
När partiet, i parlamentsvalet den 26 mars 2006, ställde upp under eget namn, fick man bara 0,04 procent av rösterna och blev utan några platser i parlamentet.
Sedan en av partiets ledande företrädare, Jevhen Shjerban, mördats i november 2006, så upphörde partiet att synas utåt och i valet 2007 ställde man inte upp.